# イブニング・ファイブ
『イブニング・ファイブ』（英称:EVENING 5）は、2005年3月28日から2009年3月27日まで、TBS（JNN系列）で平日（祝日を含む）に生放送された夕方のニュースワイドショー・情報番組であり、デジタルハイビジョン番組でもある（地上デジタル放送のみ）。新聞番組表では『[N]イブニング5』とクレジットされていた。
番組内には、夕方のJNNニュースにあたる、15年間放送された『JNNニュースの森』に替わる『JNNイブニング・ニュース』を全国ニュースゾーンとして内包した【17:50 - 18:16、JST。以下、すべてJSTで表記】。

## 概要
“TBS平日ワイド大改編・夕の変”として、在京キー局としては最後発の17時台進出となった（タイトル名の由来も「夕方5時台」や、「夕方に5人のキャスター（当時）」から）。
総合司会には笛吹雅子（日本テレビ系列『NNNニュースプラス1』→『NNN Newsリアルタイム』メインキャスター。後に夕方枠から降板）や安藤優子（フジテレビ系列『FNNスーパーニュース』メインキャスター。当時）、小宮悦子（テレビ朝日系列『スーパーJチャンネル』メインキャスター。当時）など裏番組の人気女性メインキャスターに対抗すべく、今回の大改編によって終了した『ジャスト』より本枠2度目の登板となる三雲孝江と『ウォッチ!』よりコント赤信号のラサール石井が起用された。
2006年秋改編で、次のようにキャスターが入れ替わった。9月1日には池田裕行と斎藤道雄が降板、代わりに9月4日に解説として杉尾秀哉が、『ニュースの森』以来2年ぶり3度目の夕方のニュース登板となった。同時に、スポーツニュース担当の藤森祥平が、池田の後任でニュースの担当となった。元スポーツ選手の女性キャスターは廃止された。
2007年7月18日と2008年5月7日には、『水トク!』枠でスペシャル版が放送された（詳細は後述）。
同年8月27日から31日は世界陸上大阪大会中継やハイライト番組編成の影響で番組は休止し、『JNNイブニング・ニュース』として17:30 - 18:30に放送時間は縮小された。
同年11月19日から23日および2008年1月28日から2月1日は関東ローカルのみ、24分繰り上げ・拡大の16:30から放送。

### 2008年春改編
2008年春改編により、同年3月31日からは、開始時間を2分繰り上げの16:52に拡大。これにより在京キー局の夕方ニュースワイドショーでは一番早い開始となり、番組テーマソングやロゴがリニューアルし、さらにはこれまで『JNNイブニング・ニュース』のみ実施されていたリアルタイム字幕放送をこの時間から拡大された。そのためオープニングテーマ後に「字幕」・「HV ハイビジョン制作」のテロップが表記されるようになる。在京民放キー局17時台の枠でリアルタイム字幕放送を実施しているのは『Newsリアルタイム』に次いで2番目の実施。ただし、一部系列局では『JNNイブニング・ニュース』のパートのみでリアルタイム字幕放送を行うことがある。この場合、イブニング・ファイブ開始時の「字幕」テロップは四角枠に書かれたローカル番組タイトルロゴなどで被せている。

### 放送終了
2009年春改編で、ゴールデン枠に大型報道番組を編成することになった。そのため、本番組は2009年3月末（同年3月27日）で終了し、4年間の歴史にピリオドを打った。放送回数は全1028回にのぼった。
後番組のタイトルは『総力報道!THE NEWS』で、毎週月曜日から金曜日の17時50分から19時50分にかけての放送となった。番組終了後、三雲は土曜夜の情報番組『情報7days ニュースキャスター』、小倉は同時期開始の平日午後の大型情報番組『ひるおび!』、森田は『NEWS23』へそれぞれ異動 となったほか、藤森・赤荻は『 - THE NEWS』に続投となった。
なお、17時台は16時53分よりTBSおよび一部系列局ネットの生活情報番組『サカスさん』を立ち上げ、それ以外は系列局毎の情報番組ないしドラマの再放送等の編成になった。同番組の冒頭には、他局のニュース番組のスタート時間に対抗する形で「先出し!THE NEWS」が編成され、事実上『イブニング・ファイブ』の冒頭部分が独立する形となった。
2009年9月28日からは、本番組を踏襲した報道・情報番組『イブニングワイド』がスタート。さらに2010年4月からは、『総力報道!THE NEWS』の視聴率不振による終了で、『イブニングワイド』をリニューアルした『Nスタ』がスタート。夕方の帯ニュースの時刻はほぼ1年前の状態へ復帰することになった。

## 歴代出演者

### 総合司会・ニュースキャスター・お天気キャスター・コメンテーター変遷
| 期間 | 期間      | 総合司会               | ニュースキャスター | ニュースキャスター | お天気キャスター | コメンテーター | コメンテーター |
| 期間 | 期間      | 総合司会               | 男性               | 女性               | お天気キャスター | 月 - 水        | 木・金         |
| --- | --------- | ---------------------- | ------------------ | ------------------ | ---------------- | -------------- | -------------- |
| 2005.3.28 | 2006.3.31 | 三雲孝江 ラサール石井1 | 池田裕行2          | 小倉弘子2          | 森田正光1・2     | 後藤謙次       | 斎藤道雄       |
| 2006.4.3 | 2006.5.9  | 三雲孝江               | 池田裕行2          | 小倉弘子2          | 森田正光1・2     | 後藤謙次       | 斎藤道雄       |
| 2006.5.10 | 2006.9.1  | 三雲孝江               | 池田裕行2          | 小倉弘子2          | 森田正光1・2     | （不在）       | 斎藤道雄       |
| 2006.9.4 | 2008.2.1  | 三雲孝江               | 藤森祥平3・4       | 小倉弘子2          | 森田正光1・2     | 杉尾秀哉       | 杉尾秀哉       |
| 2008.2.4 | 2008.7.25 | 三雲孝江               | 藤森祥平3・4       | 山内あゆ5          | 森田正光1・2     | 杉尾秀哉       | 杉尾秀哉       |
| 2008.7.28 | 2009.3.27 | 三雲孝江               | 藤森祥平3・4       | 小倉弘子           | 森田正光1・2     | 杉尾秀哉       | 杉尾秀哉       |
| - 1 全国ニュース枠『JNNイブニング・ニュース』には出演しない。 - 2 『JNNニュースの森』から続投。 - 3 登板初日は取材のみ出演。 - 4 スポーツコーナーを兼務。『総力報道!THE NEWS』から『イブニングワイド』、『Nスタ』も続投。 - 5 小倉の産休による代役。 - 森田・山内は『イブニングワイド』も再登板。 |           |                        |                    |                    |                  |                |                |

### サブキャスター（コーナー担当）
- 山内あゆ（TBSアナウンサー）お天気、芸能コーナー、開始当初 - 2008年2月1日、2月4日からニュースキャスターに昇格した。主に火曜日 - 金曜日、豊田産休後は、月曜日 - 金曜日の担当
- 藤森祥平（TBSアナウンサー）スポーツ、新聞コーナー、開始当初 - 放送終了まで、新聞は2005年5月まで、2006年9月からはニュースキャスター、スポーツと兼務
- 豊田綾乃（TBSアナウンサー）お天気、芸能コーナー担当、開始当初 - 産休に入るまで担当、主に月曜日

### ニュースレポーター
- 2005年3月28日 - 2009年3月27日：岩井健浩（TBSアナウンサー）
- 2008年10月6日 - 2009年3月27日：伊藤隆太（TBSアナウンサー）
  - このほか、TBSニュースバードのキャスターが関東ローカルパート（主に特集）のリポーターを務めることもある。

### スポーツキャスター
- 奥野史子（出産のためそのまま降板）
- 神尾米
- 村口史子
- 水沼貴史
- 田中雅美（2006年9月15日まで）

### その他の出演者
- 樫元照幸（TBS報道局記者、2006年3月31日まで）
- 川添永津子（圭三プロダクション所属、元・テレビ愛媛アナウンサー 2006年12月28日まで）
- 豊田綾乃（TBSアナウンサー、産休により2007年9月中旬から出演していない。）
- 高野貴裕（TBSアナウンサー、天気・エンタメ担当）
- 赤荻歩（TBSアナウンサー、エンタメ担当）

### 出演者に関する補足
- 所属としてTBSと表記しているものは、正確には株式会社TBSテレビの所属。
- ニュースキャスターは、公式サイトや番組表では池田の方が先にクレジットされていた（『ニュースの森』時代は小倉の方が先だった）が、藤森の就任以降は小倉の方が先にクレジットされるようになった。
- 天気予報を担当した森田が全国ニュースのパートに出演する機会は、大雪や日本列島に台風が接近・上陸したとき、およびハリケーンなど海外の気象災害のニュースに関して解説する場合、季節もの（桜・紅葉など）の中継等のみ。
- コメンテーターの杉尾が欠席した場合は岩城浩幸が代役で出演した。
- 平日のフィールドキャスターを務める岩井は、『イブニング・ファイブ』では地方ニュースでも現地に赴いて取材リポートするが、『JNNイブニング・ニュース』では地方ニュースについて系列局編集配信した映像が使われるため、関東地区で起こったニュースで登場することとなる。
- 2009年3月13日のストライキ時は、管理職の柴田秀一、長峰由紀が小倉、藤森の代役を務めた。

## スタッフ
- ナレーター：伊藤隆太（TBSアナウンサー。2005年3月28日 - 2006年9月29日 全曜日。2006年10月2日 - 2008年3月28日 月・木・金曜日。2008年3月31日 - 2008年10月3日 月・金曜日。2008年10月6日以降は、自身の取材リポートや、一部ニュースのみ。）、鈴木順（TBSアナウンサー。2008年4月1日より火 - 木曜日。それまでは伊藤や向井が担当できない時に代行を務めている。）、川上まり（2005年3月28日 - 2009年3月27日）、湯浅真由美（2005年3月28日 - 2009年3月27日）、向井政生（TBSアナウンサー。2006年10月3日 - 2008年3月26日 火・水曜日。2008年10月10日 - 金曜日。）、TAKA江川（2007年4月2日 - 2009年3月27日）、里村奈美（2008年3月31日 - 2009年3月27日）、升田尚宏（TBSアナウンサー。2008年10月6日 - 2009年3月23日月曜日。）、堀江ゆかり（スポーツ。『JNNイブニング・ニュース』パートの出演はなし。）、岩井証夫（スポーツ。『JNNイブニング・ニュース』パートの出演はなし。）、八戸優（スポーツ。『JNNイブニング・ニュース』パートの出演はなし。）、泉龍太（スポーツ。『JNNイブニング・ニュース』パートの出演はなし。）、吉田智恵（芸能情報と特集コーナーのエンタメ系題材。『JNNイブニング・ニュース』パートの出演はなし。）、藤井佑実子（『JNNイブニング・ニュース』パートの出演はなし。）
- デスク：紙谷弘一
- ディレクター：延廣耕次郎、佐藤朋子
- チーフプロデューサー：神田和則
- プロデューサー：藤原康延
- 製作著作：TBS

## テーマ曲
この番組と内包している『JNNイブニング・ニュース』のテーマ曲としてオープニングに流れる。
- 開始当初 - 2008年3月28日：「evening」（作曲: 城之内ミサ）
  - この曲を収録したアルバムが2005年6月22日に発売された。
- 2008年3月31日 - 2009年3月27日：「Something In The Wind」（作曲: 葉加瀬太郎）
  - この曲を収録したアルバムが2008年9月10日に発売された。

## ニューステロップの色
ロゴ（丸で囲まれた"e"）がニュースの形態によって色が変わるのでここで列挙。
- 一般ニュース…●赤（速報ニュースの場合は、すぐ側に赤色バックで「速報」と表示
- エンタメニュース…●緑
- スポーツニュース、スポーツ前アイキャッチ…●青
- ニュースフラッシュ、アイキャッチ…●赤

※CM前に出てくるテロップ内容では、「イブニング・ニュース」時では右上に表示しており、「イブニング・ファイブ」では下に表示されている。

## 主な内容・コーナーの詳細

### オープニング
番組冒頭、トップニュースに続いてニュース映像をバックにオープニングタイトルCGを流す。その後、スタジオに映像が切り替わり三雲が「こんばんは。『イブニング・ファイブ』の時間です」と挨拶し本編に入る。

### 本日のカワラBANG
2006年9月18日開始。サブキャスターが「きょう1日の情報を手短に・テンポ良く」伝えるコーナー。同コーナーではアップテンポのBGMが流れ、キャスターの後ろに右から項目が並べられた縦長CG（以前は液晶モニタ）が登場。それらにあわせ情報を伝えていく。内容は「マジメに重要な情報」やこれまでラサールが担当していたコーナー同様「オトナ気ない情報」も流れ、吉野家の「テラ豚丼」を布袋寅泰の『スリル』の前奏部分をアレンジしてBGMに流すなどの冗談半分とも取れる報道もあり、芸能ネタも流れる場合もある。また時間の都合上、放送されない項目もある。なお、このコーナーのタイトルコールは産休前の小倉弘子のものが引き続き使われている。

### 森田さんの一番天気
2006年9月18日開始。BGMはカーペンターズの「トップ オブ ザ ワールド」（Aメロのみ）。第1回目の放送は森田単独で登場していたが、後に山内（火 - 木曜日）、豊田（月曜日担当）)がアシスタントとして出演。
2007年6月にコーナーとしては終了し、カワラBANG内に移行した。
2005年3月までに放送されていた『ウォッチ!』の形式を一部取り入れ、「きょう1日で『一番』となった気象にまつわる記録」と「お天気」について学ぶお天気コーナー。コーナーは、冒頭に「きょう1日で『一番』となった」気象に関係する記録・情報を伝え、明日の天気についても解説。第2回目の(9月19日)放送からは、『ウォッチ!』でも使われていた森田らウェザーマップスタッフが事前に描いている天気図フリップが登場。クレヨンなどを使い、解りやすく解説されている。
ちなみに、TBSの帯情報番組「お天気コーナー」では、天気図・衛星画像などを使い、一番解りやすく・詳しく伝えているコーナーでもある。
2008年4月1日には、当時、同時間帯に日本テレビ系列で放送されていた『Newsリアルタイム』気象予報士の木原実と森田が放送局の枠を超えた共演を果たした。カメラ・予報は双方別々だったものの、同内容が日本テレビ・山梨放送・長崎国際テレビ・『イブニング・ファイブ』放送地域へ放送された。一部TBS側が用意した天気図が使用された。

### イブニングファイル
これまで「本日のカワラBANG」の後に流れていた特集コーナーに2008年2月頃現在のコーナー名にした。この時だけ右上の項目テロップが大きい座布団なしのタイプになる。まれにニュース用の項目が使われることもある。たまに「本日の〜」と枠が交代することもある。1ヶ月のうち半分近くが系列局・毎日放送が制作したVOiCEや中部日本放送のイッポウの内容を二次使用していることが多い。

### JNNイブニング・ニュース
17:50から18:16まで放送。この時間帯のみJNN協定が適用（JNN系列全局での同時ネット放送が義務付けられている）されるため、17:50に『JNNイブニング・ニュース』のタイトルを表示している。17:50飛び乗りの地域に向けた挨拶は無いが、こうした地域に配慮してパート冒頭のヘッドラインVTR終了後スタジオに映像が切り替わった際、三雲が「『イブニング・ニュース』です」と言って からニュースを伝えている。年末年始に『イブニング・ファイブ』の放送が無くても、このパートだけは、週末と同様に、単独番組扱いで放送される。しかし、年末年始の場合、オープニングは、イブニング・ファイブに似た構成（ニュースのヘッドライン）となっている。

### 特集
関東ローカルのコーナーだが、系列局でもテレビユー山形・テレビユー福島・新潟放送などが不定期で遅れネットしているほか、TBSニュースバードでは列島セレクションなどで放送されることもある。
『イブニング・ファイブ』開始当初は、在京局が横一線で18時台の特集コーナーを放送する中で、他局との差別化の為、サブキャスターがスタジオでボードやパネルを使用して解説・進行しながら、VTRを放送する形式を採っていたほか、基本的にグルメなど生活情報は排していたが、次第に他局同様、VTR中心の構成で生活情報も扱うようになる。また他局に比べて定期的に皇室関連の内容を扱ったり、関心の高いニュースを取り上げる場合には、スタジオに専門家を招いて放送することが多かった。

### 森田さんのお天気ですかァ?
関東ローカル向け放送のローカルお天気コーナー。1987年10月、関東ローカル向けのニュース番組『テレポート6』に、その当時日本気象協会の職員だった森田が出演したのがはじまり。当初のタイトルは不詳であるが、翌年6月6日からは「お天気ですかァ?」の公式ウェブで見られる。以後、『テレポート6』・『ニュースの森』などのTBS夕方情報番組「お天気コーナー」として、「主婦層」の大きな支持を受け、現在まで続く長寿コーナーとなっている。過去放送された『ウォッチ!(お天気ホイホイ)』の基礎にもなり、現在も人気のコーナーである。内容は、毎日ひとつテーマ(気象にまつわること、季節・用語など)をあげ、それについて解説・説明・やりとりをして、関東ローカルの明日の天気を伝える。ちなみに、「ウォッチ!」では森田はカジュアルな服装であったが、夕方の出演時は正装である。尚、BGMは番組開始当初はビージーズ「How deep is your love?」のインストアレンジ版だったが、2008年の番組リニューアル後は、葉加瀬太郎「Something In The Wind」のピアノ版に変更されている。

### スポーツ
番組開始当初から2006年夏頃までは、スポーツニュースと芸能ニュースの放送時間が17・18時台の交互に入れ替わることが多く見られたが、その後スポーツニュースは18時台に落ち着いている。これまでは関東ローカルのみの放送だったが、2008年9月29日から北海道放送、東北放送、テレビユー福島、テレビ山梨、新潟放送、北陸放送、山陽放送、大分放送でも同時ネットで放送されている。なお、当初は「イブニング・スポーツ」と呼ばれていたが、現在は特に呼ばれない。
そのため、系列局では毎日放送などが独自でスポーツコーナーを設けているほか、TBSニュースバードが裏送り用に制作しているスポーツニュースを放送している局もある。

### ラサール石井が担当していたコーナー
ラサール★ジャーナル
2005年4月19日開始。2005年3月まで放送された『ウォッチ!』の形式を取り入れ、夕刊紙の記事を紹介していた。『ウォッチ!』同様、この番組内の新聞はラサール石井が選択し、藤森アナが読み、ラサールが補足・解説をしていた。5月30日から特集コーナーとなり終了。新聞コーナーだったためコーナータイトルCGに「stand up news show」と書かれているが、今ではこのコーナーで立っている人はいない。また、ほっとけない記事を紹介する「本日のHOT気ないニュース」もあった。
ラサール石井のイブニング・プレス
2005年3月28日 - 2005年4月18日。放送開始当初は、「ラサール石井のイブニング・プレス」として「夕刊」と「芸能情報」を同時に扱っていた。また、「オトナ気ない」ニュースを紹介する「本日のオトナ気ないニュース」というコーナーもあったが、コーナー後期はイブニング・プレスの話題のトーク中心になった。

## ネット局
- 第1部（16:52 - 17:50）・第2部（17:50 - 18:55）の2部構成で放送（第2部の17:50 - 18:16はJNN排他協定が適用されるため、JNN系列28局ネット）。
- 第2部の『JNNイブニング・ニュース』（17:50 - 18:16）を除き、全編ローカルセールス枠のため、TBSテレビ以外の通常時第1部を◎・○とする局や、第1部または第2部を△とする局ではJNN報道特番扱いとならない場合でも、編成上の都合で臨時に第1部、第2部を◎、または第1部のみ○、第2部のみ▲に（第1部が◎または○の局を除く）何れも変更する場合があった。逆に通常時第1部を◎・○・△とする局や、第2部を▲とする局でも、編成上の都合から第1部を×に、第2部を△に何れも変更する場合があった。
- 通常時、第1部を×とする局や、第2部を△とする局でも重大・緊急ニュース発生時、及び特別編成実施時やJNN協定適用時間拡大時には第1部または第2部、もしくは両方を臨時に◎に変更する場合があった。また、JNN協定適用時間拡大時には、“JNNイブニング・ニュース拡大版”として放送する場合があった。
- 第1部が△の局では、正式な枠切りがないためTBSテレビ発のコーナーを唐突に終了させローカル編成に入る場合もあった（逆に緊急時等にローカルからキー局の映像に飛び乗る場合もあった）[注釈 10]。
- 番組タイトルは、各局公式HPの週間番組表および各番組のHPを参考にしていた。
- どの局とも、2008年10月-2009年3月の編成。祝日などの特別編成で変更される局もあった。
- ◎…同時フルネット（一部局ではローカル番組に内包して放送）
- ◯…同時ネット（第1部は16:52.35飛び乗り。一部局ではローカル番組に内包して放送）
- △…部分ネット（第1部は途中まで、第2部は『JNNイブニング・ニュース』パートのみネット）
- ▲…第2部において、△に加え関東ローカル枠内のスポーツコーナーもネット
- ×…非ネット

| 放送対象地域   | 放送局                    | 番組タイトル                                  | 放送時間（東京発）  | 放送時間（東京発）  | 備考 |
| 放送対象地域   | 放送局                    | 番組タイトル                                  | 第1部 16:52 - 17:50 | 第2部 17:50 - 18:55 | 備考 |
| -------------- | ------------------------- | --------------------------------------------- | ------------------- | ------------------- | --- |
| 関東広域圏     | TBS                       | 16:52-18:55 イブニング・ファイブ              | ◎                   | ◎                   | 【制作局】 現:TBSテレビ |
| 北海道         | 北海道放送（HBC）         | 15:49-18:55 Hana*テレビ                       | △                   | ▲                   | - 2006年4月から第1部を△に変更（17:05までに飛び降り）。「本日のカワラBANG」は撮って出しで直後に時差ネットで放送。 - 2009年4月の番組改編準備のため、最終回1週間前に第1部を×に変更。 |
| 青森県         | 青森テレビ（ATV）         | 18:16-18:55 ATVニュースワイド                 | ×                   | △                   | - 17時台に録画ネットしていた『森田一義アワー 笑っていいとも!』（フジテレビ制作）が録画ネットできないもしくは休止となった場合など不定期で第1部を臨時に◎に変更したことがあった。 |
| 岩手県         | IBC岩手放送（IBC）        | 18:16-18:55 IBCニュースエコー                 | ×                   | ▲                   | - 重要ニュースの場合に限り、第1部を臨時に◎に変更していた。 - 2005年4月から半年間、第1部は◎。 |
| 宮城県         | 東北放送（TBC）           | 18:16-18:55 イブニング・ニュース TBC          | ◎                   | ▲                   | - プロ野球・東北楽天ゴールデンイーグルス戦中継日は第1部を臨時に×に変更していた。 |
| 山形県         | テレビユー山形（TUY）     | 18:16-18:55 TUYイブニング・ニュース           | ×                   | ▲                   | - 一部特集を不定期で時差ネット。2005年4月 - 2007年9月は第1部は◎。 - 2006年3月まで、第2部関東ローカル枠の特集コーナーを同時ネットしていた。 |
| 福島県         | テレビユー福島（TUF）     | 17:50-18:55 イブニング・シックス              | ◎                   | ▲                   | - 一部特集を不定期で時差ネット。 |
| 山梨県         | テレビ山梨（UTY）         | 18:17-18:55 UTYニュースの星                   | ×                   | ▲                   | |
| 新潟県         | 新潟放送（BSN）           | 16:00-18:55 イブニング王国!                   | ○                   | ▲                   | - 一部特集を不定期で時差ネット。一部コーナーを別コーナーに差し替え。 |
| 長野県         | 信越放送（SBC）           | 18:16-18:55 SBC News6                         | ◎                   | △                   | - 2008年4月から第1部を◎に変更。 |
| 静岡県         | 静岡放送（SBS）           | 17:45-18:55 SBSテレビ夕刊・イブニングニュース | ×                   | △                   | |
| 富山県         | チューリップテレビ（TUT） | 18:16-18:48 イブニング・ニュースとやま        | ◎                   | △                   | |
| 石川県         | 北陸放送（MRO）           | 18:16-18:55 MROニュースランナー               | ◯                   | ▲                   | - 2008年9月まで第1部は金曜のみ×だった。 |
| 中京広域圏     | 中部日本放送（CBC）       | 16:50-18:55 イッポウ                          | ×                   | △                   | - 重要ニュースの場合、第1部を臨時に◎また◯に変更。 - 現:CBCテレビ |
| 近畿広域圏     | 毎日放送（MBS）           | 14:55-17:50 ちちんぷいぷい 18:16-18:55 VOICE  | ×                   | △                   | - 17:50までは原則としてローカル情報番組『ちちんぷいぷい』（14:55 - 17:50）を放送していた。 - 2005年10月31日、2006年9月6日は、第1部を臨時に◎に変更（前者は、第3次小泉内閣組閣のニュースを伝えるために、後者は、秋篠宮妃親王御出産のニュースを伝えるため。）。これはJNN協定適用ではなく、流れの一部は『イブニング・ファイブ』だったため事実上2度目の放送となっている。 |
| 鳥取県・島根県 | 山陰放送（BSS）           | 18:16-18:55 テレポート山陰                    | ×                   | △                   | |
| 岡山県・香川県 | 山陽放送（RSK）           | 18:16-18:55 RSKイブニングニュース             | ◎                   | ▲                   | - 現:RSK山陽放送 |
| 広島県         | 中国放送（RCC）           | 15:54-18:55 RCCイブニングワイド               | ◎                   | △                   | - 一部コーナーを別のコーナーに差し替え。 |
| 山口県         | テレビ山口（tys）         | 18:16-18:52 tysスーパー編集局                 | ×                   | △                   | - 重要ニュース時は第1部を◎に変更。 |
| 愛媛県         | あいテレビ（ITV）         | 18:16-18:55 キャッチあい                      | ◎                   | △                   | |
| 高知県         | テレビ高知（KUTV）        | 18:16-18:50 イブニングKOCHI                   | ×                   | △                   | - 2005年4月から半年間、第1部は◎。 |
| 福岡県         | RKB毎日放送（RKB）        | 14:55-18:55 今日感テレビ                      | ◎                   | △                   | |
| 長崎県         | 長崎放送（NBC）           | 18:16-18:50 報道センターNBC                   | ×                   | △                   | - 例外的に第1部を◎に変更した実績がある。 - 2007年4月18日は、長崎市長射殺事件が前日に発生したことから、その関連ニュースを放送するため、第1部を臨時に◎に変更した。長崎県内の民放では唯一、キー局発ニュースの5時台をネットしていない。（他の3局 はキー局発ニュースを同時ネット）                                                                                        |
| 熊本県         | 熊本放送（RKK）           | 16:00-18:55 RKKワイド夕方いちばん             | ◎                   | △                   | - 2008年4月から第1部を◎に変更。 |
| 大分県         | 大分放送（OBS）           | 18:16-18:55 OBSニュースライン                 | ◯                   | ▲                   | |
| 宮崎県         | 宮崎放送（MRT）           | 18:16-18:55 MRTイブニング・ニュース           | ◯                   | △                   | |
| 鹿児島県       | 南日本放送（MBC）         | 18:16-18:55 MBCニューズナウ                   | ◯                   | △                   | |
| 沖縄県         | 琉球放送（RBC）           | 18:16-18:50 RBC THE NEWS                      | ◎                   | △                   | |

## JNN協定に関して
『イブニング・ファイブ』はJNN協定が適用される『イブニング・ニュース』を内包する形で放送している。重大なニュースの際などは、オープニングから「JNN協定」を適用して『JNNイブニング・ニュース 緊急特集』と題して全国ネットで放送される（JR福知山線脱線事故など）。
また、JNNイブニング・ニュース以外のパートは、あくまでもTBSネットワーク（番組供給系ネット。ただし運営はJNNネットワーク協議会が行っている）の扱いであり、JNN協定は適用されない。そのため放送は加盟各局の判断に委ねられている（その地域では自社制作のローカル番組または時代劇やドラマの再放送、他系列のディレイネット番組等が行われている）。同協定との兼ね合いから、JNN枠とそれ以外のパートを編成の都合上別番組としている局（MRO・RSK・OBS・MRT）もある。

## 問題になった放送内容
- 2006年7月21日放送の『イブニング・ニュース』中で、旧日本軍731部隊の特集において、VTRに安倍晋三官房長官(当時)の写真入り小道具が映り、「ゲリラ活動?」というテロップがそれに重なるなど、安倍長官のイメージダウンを狙った印象操作とも取れる放送があった。TBSは誤解を招いたとして謝罪、番組内でも池田が全国放送でお詫びをしたが、放送自体は意図的なものではないと釈明した。→「JNNイブニング・ニュース」の項目を参照。
- 2007年6月5日、関東アマチュア選手権ゴルフ大会へ出場するアマチュアゴルフ選手石川遼の姿を撮るために、禁止されている主催者無許可でのコース上空のヘリコプターによる飛行を行ったことが判明。ヘリは低空を飛び、それにより巻き起こされた風でプレイが中断されるなど、競技に大きな影響を及ぼした。この問題や同局の「ピンポン!」関係者による同伴競技者などへの盗聴依頼など一連のTBSの報道姿勢に対し、関東ゴルフ連盟(KGA)は大会終了後の8日に文書で抗議。TBSは不適切な取材だったとして謝罪し、番組内でも三雲が17時台のローカル放送でお詫びをした。また、社長の井上弘は「ばっかじゃないか。非常に腹立たしいし不愉快。（選手の石川には）申し訳ない」とコメント。しかし、このコメントやその後のTBSの不誠実な対応に対してKGA関係者は法的措置も検討していると明らかにした（その後和解した）。→盗聴依頼については「ピンポン!」の項目を参照。[3][4][5][6]

## 話題になった放送内容
- 「24歳の末期がん-余命1ヶ月の花嫁」 - 2007年5月10日と翌11日の特集枠で当時24歳で末期の乳がんと闘病した女性の生き方と、その結婚式の模様を収録・放送し話題となった。再放送の要望が多かったことから、2007年7月18日と2008年5月7日放送の『水トク!』で本編を再構成して放送した（ナレーター・藤原竜也）。それ以後もTBSチャンネルで再放送された。詳細は余命1ヶ月の花嫁を参照。

## タイトルの表記について
- 開始 - 2008年3月28日
- カラーリング：eVENING5　イブニング・ファイブ

英語の「イブニング」を大文字の「EVENING」で表記し、頭文字の「E」をあえて小文字の“e”として、円の中に表記することでアイコン化したものとなっていた。
『イブニング・ファイブ』はeVENING 5（略称は、“e5”）と表記。
『JNNイブニング・ニュース』は、JNN eNEWS（「JNN」はNEWSの上に小さくロゴが表記されており、略称は、“eN”）と表記する。また、ニュースは●赤色、スポーツニュースは●青色の円の中にロゴが表示されるが、eとNは白抜きで、JNNと5は●オレンジ色で表示されている。
※2006年9月からは項目のデザインが一部リニューアルされており「Nや5」が消えて「e」のみになっている。
- 2008年3月31日 - 2009年3月27日
- カラーリング：e EVENING5

『イブニング・ファイブ』
円の中の「e」がスピード感あふれる書体になり番組のロゴとして起用される。それに伴いタイトルロゴも「eVENING5」から「EVENING5」に変更となり、また「eVENING5」下の「イブニング・ファイブ」の表記が消えた。
『JNNイブニング・ニュース』
イブニング・ファイブ同様、円の中の「e」がスピード感あふれる書体になり番組ロゴに。またタイトルロゴが「eNEWS」から「EVENING」に変更となり、「eNEWS」の下の「イブニング・ニュース」の表記が消え、さらにはJNNの冠が付いたニュース番組には、公式ロゴの「JNN」が必ず表記されているが、その「JNN」の表記も消えた。
なお、夕方ローカルニュースのうち「イブニング」という題名を用いているテレビユー山形・東北放送・テレビユー福島・チューリップテレビ・中国放送・宮崎放送では、当番組全国パートと同一デザインの題字及び見出し字を使用している（但し同じ「イブニング」という題名を用いていても新潟放送・山陽放送・テレビ高知の題字・見出し字は各局独自のデザイン）。
中国放送の16時台の夕方情報番組「イブニングふぉー」は、イブニング・ファイブと同一デザインの題字及び見出し字を、現在も引き続き使用している。

## 備考
- 年末年始は、『イブニング・ニュース』が週末同様、単独番組として放送される。
- 『JNNイブニング・ニュース』のゾーンでは、以下の2つを実施して放送している。

1. リアルタイム字幕放送
2. 副音声で、英語同時通訳による二ヶ国語放送を実施[注釈 16]。これは民放の全国向けニュース番組ではこれのみであり、『JNNニュースコープ』、『JNNニュースの森』から続くもの。他に実施している番組は、NHK総合で放送している『NHKニュース7』、『ニュースウオッチ9』など。

- 2006年W杯ドイツ大会の特別キャスターを、荒川静香が務めた。
- 2007年11月19日から23日は16:30開始。ただしネット局は通常通り16:54開始。
- 2009年3月13日の放送では、小倉・藤森両アナが出演せず、柴田秀一・長峰由紀両アナが変わって出演した。また、東京駅からの寝台特急『はやぶさ・富士』のラストランの中継は、気象予報士の元井美貴が担当した。なお当日はこの番組以外にも『2時っチャオ!』や『ピンポン!』などでも若手・中堅局アナが出演していない事態が起きていた。その後、原因は労働組合による正午から24時まで12時間の時限ストライキだったことが明らかになった。[7]